# Sternotomis fairmairei
Sternotomis fairmairei es una especie de escarabajo longicornio del género Sternotomis, subfamilia Lamiinae. Fue descrita científicamente por Argod en 1899.
Se distribuye por Etiopía y Somalia. Posee una longitud corporal de 19-30 milímetros. El período de vuelo de esta especie ocurre únicamente en el mes de septiembre.